# Gebietsreform in Hessen
Die Gebietsreform in Hessen wurde in mehreren Phasen zwischen 1969 und 1979 durchgeführt. Ziel dieser Gebietsreform war es, mittels größerer Verwaltungseinheiten leistungsfähigere Gemeinden und Landkreise zu schaffen. Sie war ein wichtiges Projekt der hessischen Landesregierung unter dem von 1970 bis 1974 amtierenden sozialliberalen Kabinett von Ministerpräsident Albert Osswald (SPD) und Innenminister Hanns-Heinz Bielefeld (FDP). Sie war politisch hochumstritten.
Zum Stichtag 28. Februar 1969 gab es in Hessen 2642 Gemeinden, 39 Landkreise und 9 kreisfreie Städte. Die Landesregierung setzte sich das Ziel, die Zahl der Gemeinden auf 500 und die der Kreise auf 20 zu reduzieren. Den Gemeinden wurden Anreize für einen freiwilligen Zusammenschluss geschaffen durch Vergünstigungen im Kommunalen Finanzausgleich. Dies führte dazu, dass für viele freiwillige Grenzänderungen noch der 31. Dezember eines zu Ende gehenden Jahres als Tag der Rechtswirksamkeit bestimmt wurde und nicht der 1. Januar des folgenden Jahres. Zum 31. Dezember 1971 hatte sich die Zahl der Gemeinden auf 1233 verringert. Eine Zwangszusammenlegung drohte ab dem 1. Juli 1974. Am 1. Januar 1977 sollte mit dem Inkrafttreten der letzten Neugliederungsgesetze die Gebietsreform abgeschlossen sein. Danach gab es in Hessen sechs kreisfreie Städte und 416 kreisangehörige Gemeinden in 20 Landkreisen.
Die Gebietsreform war zwar von vielen kontroversen Diskussionen begleitet, hatte aber mit einer Ausnahme dauerhaften Bestand: Die Stadt Lahn, 1977 gebildet aus den 15 km voneinander entfernt liegenden Städten Gießen und Wetzlar mit ihrem Umland, stieß auf heftigsten Widerstand, der sich nicht zuletzt im Ergebnis der Kommunalwahlen in Hessen 1977 niederschlug. Nach nur 31 Monaten wurde die kreisfreie Stadt Lahn aufgelöst und an ihrer Stelle wurden die Städte Gießen und Wetzlar und die Gemeinde Heuchelheim wiederhergestellt sowie die Gemeinden Lahnau und Wettenberg neu gebildet. Wetzlar und Lahnau wurden in den Lahn-Dill-Kreis eingegliedert. Der Landkreis Gießen wurde aus dem Lahn-Dill-Kreis herausgelöst und um Gießen, Heuchelheim und Wettenberg vergrößert. Dies geschah mit dem Gesetz zur Neugliederung des Lahn-Dill-Gebiets. Seit dessen Inkrafttreten am 1. August 1979 gab es in Hessen fünf kreisfreie Städte und 421 kreisangehörige Gemeinden in 21 Landkreisen.

## Vorgeschichte
Am 31. März 1947 wurde eine Kabinetts-Kommission unter dem Vorsitz von Hermann Brill eingesetzt. Diese erarbeitete ein Gutachten und regte die Auflösung von „Zwerggemeinden“ unter 300 Einwohnern und die Reduzierung der Zahl der Landkreise auf 31 an. Eine Umsetzung dieser Vorschläge erfolgte jedoch nicht.

## Nachgeschichte
Die nächste Änderung fand über 38 Jahre nach Abschluss der Gebietsreform statt. Am 1. Januar 2018 schlossen sich vier Kommunen im Odenwaldkreis zur Stadt Oberzent zusammen. Zum 1. Januar 2020 folgte die Neugründung der Gemeinde Wesertal durch den Zusammenschluss von zwei Gemeinden. Damit bestanden 2022 fünf kreisfreie Städte und 417 kreisangehörige Gemeinden in Hessen. Am 1. Januar 2023 wurde die Eingliederung der Gemeinde Bromskirchen in die Gemeinde Allendorf (Eder) wirksam. Seitdem gibt es 421 Städte und Gemeinden in Hessen.

## Regierungsbezirke
In den Jahren 1968 und 1981 wurden die hessischen Regierungsbezirke neu gegliedert. Dabei wurden die seit der Zeit des Deutschen Bunds bestehenden Grenzen in neue Form gebracht.
Vor der Reform gab es in Hessen drei Regierungsbezirke:
- den 1867 aus dem Kurfürstentum Hessen hervorgegangenen Regierungsbezirk Kassel im Norden und Osten des Landes,
- den 1867 aus dem ehemaligen Herzogtum Nassau (abzüglich der 1945 an Rheinland-Pfalz gefallenen vier Landkreise), der ehemaligen Landgrafschaft Hessen-Homburg, dem Hessischen Hinterland und der ehemaligen Freien Stadt Frankfurt gebildeten Regierungsbezirk Wiesbaden im Westen des Landes (1945 erweitert um drei rechtsrheinische Stadtteile von Mainz), und
- den 1945 aus den ehemaligen und räumlich nicht zusammenhängenden Provinzen Oberhessen und Starkenburg des Volksstaats Hessen gebildeten Regierungsbezirk Darmstadt im Süden und in der Mitte Hessens.

Am 6. Mai 1968 wurde der Regierungsbezirk Wiesbaden aufgelöst und sein gesamtes Gebiet dem Regierungsbezirk Darmstadt angegliedert, der damit drei Viertel der hessischen Bevölkerung umfasste.
Zum 1. Januar 1981 wurden die Landkreise Limburg-Weilburg, Lahn-Dill, Gießen und Vogelsberg aus dem Regierungsbezirk Darmstadt ausgegliedert, der seitdem vor allem Südhessen und das Rhein-Main-Gebiet umfasst. Die genannten Kreise bildeten zusammen mit dem bisher zu Kassel gehörenden Landkreis Marburg-Biedenkopf den neuen Regierungsbezirk Gießen. Seitdem besteht das Land Hessen wieder aus drei Regierungsbezirken.

## Kreisfreie Städte
Als Folge der Gebietsreform verloren Marburg, Fulda und Hanau ihren Status als kreisfreie Städte und wurden in die benachbarten Landkreise eingegliedert. Die kreisfreie Stadt Gießen ging in der neuen kreisfreien Stadt Lahn auf, die schon 1979 wieder aufgelöst wurde. Gießen erhielt seine kommunale Selbständigkeit zurück, verlor allerdings die Kreisfreiheit, wurde jedoch 1981 durch die Bildung des im vorigen Absatz erwähnten Regierungsbezirks Gießen anderweitig aufgewertet.
Somit verblieben im Land Hessen nur noch fünf kreisfreie Städte: Frankfurt am Main, Wiesbaden, Kassel, Darmstadt und Offenbach am Main, also nur noch die Städte mit mehr als 100.000 Einwohnern. Frankfurt gewann durch die Gebietsreform vier Gemeinden und die Stadt Bergen-Enkheim hinzu, Wiesbaden übernahm vom Main-Taunus-Kreis sechs Gemeinden und Darmstadt vergrößerte sich um Wixhausen, während Kassel und Offenbach unverändert blieben.

## Städte mit einem Sonderstatus
Die kreisangehörigen Städte mit mehr als 50.000 Einwohnern erhielten einen Sonderstatus, nach dem sie verschiedene Kreisaufgaben selbst wahrnehmen können und nur die Hälfte der üblichen Kreisumlage zahlen müssen. Betroffen sind davon die Städte Hanau, Gießen, Marburg, Fulda, Bad Homburg, Rüsselsheim und Wetzlar.

## Kreisgebietsreform
Der bestehende Landkreis Groß-Gerau blieb weitgehend unverändert. Es mussten aber Gemarkungsteile an Frankfurt am Main wegen der Ausdehnung des Frankfurter Flughafens abgetreten werden. Auch der Landkreis Bergstraße wurde nur geringfügig verändert. Die Gemeinde Laudenau ging nach einer Bürgerbefragung an den Odenwaldkreis und wurde Ortsteil von Reichelsheim (Odenwald). Die Landkreise Main-Taunus und Offenbach wurden in ihren Außengrenzen stark verändert, der Verwaltungssitz des Main-Taunus-Kreises von Frankfurt-Höchst nach Hofheim am Taunus und der des Kreises Offenbach von Offenbach am Main nach Dietzenbach verlegt (vollzogen 1987 bzw. 2002). Der Landkreis Erbach wurde um die Gemeinden Brensbach und Fränkisch-Crumbach aus dem Landkreis Dieburg erweitert und erhielt den neuen Namen Odenwaldkreis.
Die übrigen vor dem Jahr 1972 bestehenden Landkreise wurden wie folgt zu neuen Einheiten zusammengeschlossen:
| Altkreis          | Verwaltungssitz          | Kfz-Kennz. | Neukreis              | Verwaltungssitz | Kfz-Kennz.            | Stichtag               | Neugliederungsgesetz | Bemerkungen |
| Alsfeld           | Alsfeld                  | ALS        | Vogelsbergkreis       | Lauterbach      | ALS, LAT; ab 1979 VB  | 01.08.1972             | Gesetz zur Neugliederung der Landkreise Alsfeld und Lauterbach vom 11. Juli 1972 GVBl. I S. 215; GVBl. II Nr. 330-12 | Die Stadt Schotten aus dem Landkreis Büdingen wurde in den Vogelsbergkreis eingegliedert. |
| Lauterbach        | Lauterbach               | LAT        | Vogelsbergkreis       | Lauterbach      | ALS, LAT; ab 1979 VB  | 01.08.1972             | Gesetz zur Neugliederung der Landkreise Alsfeld und Lauterbach vom 11. Juli 1972 GVBl. I S. 215; GVBl. II Nr. 330-12 | Die Stadt Schotten aus dem Landkreis Büdingen wurde in den Vogelsbergkreis eingegliedert. |
| Hersfeld          | Bad Hersfeld             | HEF        | Hersfeld-Rotenburg    | Bad Hersfeld    | HEF                   | 01.08.1972             | Gesetz zur Neugliederung der Landkreise Hersfeld und Rotenburg vom 11. Juli 1972 GVBl. I S. 217; GVBl. II Nr. 330-13 | Die Stadt Sontra ging an den Landkreis Eschwege, die Gemeinde Rengshausen an den Landkreis Fritzlar-Homberg. Aus dem Landkreis Hünfeld kam die Gemeinde Haunetal hinzu und aus dem Landkreis Ziegenhain die Gemeinde Breitenbach am Herzberg.                                                    |
| Rotenburg (Fulda) | Rotenburg an der Fulda   | ROF        | Hersfeld-Rotenburg    | Bad Hersfeld    | HEF                   | 01.08.1972             | Gesetz zur Neugliederung der Landkreise Hersfeld und Rotenburg vom 11. Juli 1972 GVBl. I S. 217; GVBl. II Nr. 330-13 | Die Stadt Sontra ging an den Landkreis Eschwege, die Gemeinde Rengshausen an den Landkreis Fritzlar-Homberg. Aus dem Landkreis Hünfeld kam die Gemeinde Haunetal hinzu und aus dem Landkreis Ziegenhain die Gemeinde Breitenbach am Herzberg.                                                    |
| Fulda             | Fulda                    | FD         | Fulda                 | Fulda           | FD                    | 01.08.1972, 01.07.1974 | Gesetz zur Neugliederung der Landkreise Fulda und Hünfeld und der Stadt Fulda vom 11. Juli 1972 GVBl. I S. 220; GVBl. II Nr. 330-14 | Am 1. Juli 1974 wurde die bisher kreisfreie Stadt Fulda in den neuen Landkreis eingegliedert. |
| Hünfeld           | Hünfeld                  | HÜN        | Fulda                 | Fulda           | FD                    | 01.08.1972, 01.07.1974 | Gesetz zur Neugliederung der Landkreise Fulda und Hünfeld und der Stadt Fulda vom 11. Juli 1972 GVBl. I S. 220; GVBl. II Nr. 330-14 | Am 1. Juli 1974 wurde die bisher kreisfreie Stadt Fulda in den neuen Landkreis eingegliedert. |
| Hofgeismar        | Hofgeismar               | HOG        | Kassel                | Kassel          | KS                    | 01.08.1972             | Gesetz zur Neugliederung der Landkreise Hofgeismar, Kassel und Wolfhagen vom 11. Juli 1972 GVBl. I S. 225; GVBl. II Nr. 330-17 | |
| Kassel            | Kassel                   | KS         | Kassel                | Kassel          | KS                    | 01.08.1972             | Gesetz zur Neugliederung der Landkreise Hofgeismar, Kassel und Wolfhagen vom 11. Juli 1972 GVBl. I S. 225; GVBl. II Nr. 330-17 | |
| Wolfhagen         | Wolfhagen                | WOH        | Kassel                | Kassel          | KS                    | 01.08.1972             | Gesetz zur Neugliederung der Landkreise Hofgeismar, Kassel und Wolfhagen vom 11. Juli 1972 GVBl. I S. 225; GVBl. II Nr. 330-17 | |
| Obertaunuskreis   | Bad Homburg vor der Höhe | HG         | Hochtaunuskreis       | Bad Homburg     | HG                    | 01.08.1972             | Gesetz zur Neugliederung des Obertaunuskreises und des Landkreises Usingen GVBl. I S. 227; GVBl. II Nr. 330-18 | |
| Usingen           | Usingen                  | USI        | Hochtaunuskreis       | Bad Homburg     | HG                    | 01.08.1972             | Gesetz zur Neugliederung des Obertaunuskreises und des Landkreises Usingen GVBl. I S. 227; GVBl. II Nr. 330-18 | |
| Büdingen          | Büdingen                 | BÜD        | Wetteraukreis         | Friedberg       | FB                    | 01.08.1972             | Gesetz zur Neugliederung der Landkreise Büdingen und Friedberg vom 11. Juli 1972 GVBl. I S. 230; GVBl. II Nr. 330-19 | |
| Friedberg         | Friedberg (Hessen)       | FB         | Wetteraukreis         | Friedberg       | FB                    | 01.08.1972             | Gesetz zur Neugliederung der Landkreise Büdingen und Friedberg vom 11. Juli 1972 GVBl. I S. 230; GVBl. II Nr. 330-19 | |
| Eschwege          | Eschwege                 | ESW        | Werra-Meißner-Kreis   | Eschwege        | ESW                   | 01.01.1974             | Gesetz zur Neugliederung der Landkreise Eschwege und Witzenhausen vom 28. September 1973 GVBl. I S. 353; GVBl. II Nr. 330-21 | |
| Witzenhausen      | Witzenhausen             | WIZ        | Werra-Meißner-Kreis   | Eschwege        | ESW                   | 01.01.1974             | Gesetz zur Neugliederung der Landkreise Eschwege und Witzenhausen vom 28. September 1973 GVBl. I S. 353; GVBl. II Nr. 330-21 | |
| Fritzlar-Homberg  | Fritzlar                 | FZ         | Schwalm-Eder-Kreis    | Homberg (Efze)  | HR                    | 01.01.1974             | Gesetz zur Neugliederung der Landkreise Fritzlar-Homberg, Melsungen und Ziegenhain vom 28. September 1973 GVBl. I S. 356; GVBl. II Nr. 330-22                                                                                            | |
| Melsungen         | Melsungen                | MEG        | Schwalm-Eder-Kreis    | Homberg (Efze)  | HR                    | 01.01.1974             | Gesetz zur Neugliederung der Landkreise Fritzlar-Homberg, Melsungen und Ziegenhain vom 28. September 1973 GVBl. I S. 356; GVBl. II Nr. 330-22                                                                                            | |
| Ziegenhain        | Ziegenhain               | ZIG        | Schwalm-Eder-Kreis    | Homberg (Efze)  | HR                    | 01.01.1974             | Gesetz zur Neugliederung der Landkreise Fritzlar-Homberg, Melsungen und Ziegenhain vom 28. September 1973 GVBl. I S. 356; GVBl. II Nr. 330-22                                                                                            | |
| Frankenberg       | Frankenberg (Eder)       | FKB        | Waldeck-Frankenberg   | Korbach         | KB                    | 01.01.1974             | Gesetz zur Neugliederung der Landkreise Frankenberg und Waldeck vom 28. September 1973 GVBl. I S. 359; GVBl. II Nr. 330-23 | |
| Waldeck           | Korbach                  | WA         | Waldeck-Frankenberg   | Korbach         | KB                    | 01.01.1974             | Gesetz zur Neugliederung der Landkreise Frankenberg und Waldeck vom 28. September 1973 GVBl. I S. 359; GVBl. II Nr. 330-23 | |
| Limburg           | Limburg an der Lahn      | LM         | Limburg-Weilburg      | Limburg         | LM                    | 01.07.1974             | Gesetz zur Neugliederung des Landkreises Limburg und des Oberlahnkreises vom 6. Februar 1974 GVBl. I S. 101; GVBl. II Nr. 330-25 | |
| Oberlahnkreis     | Weilburg                 | WEL        | Limburg-Weilburg      | Limburg         | LM                    | 01.07.1974             | Gesetz zur Neugliederung des Landkreises Limburg und des Oberlahnkreises vom 6. Februar 1974 GVBl. I S. 101; GVBl. II Nr. 330-25 | |
| Gelnhausen        | Gelnhausen               | GN         | Main-Kinzig-Kreis     | Hanau           | HU                    | 01.07.1974             | Gesetz zur Neugliederung der Landkreise Gelnhausen, Hanau und Schlüchtern und der Stadt Hanau sowie die Rückkreisung der Städte Fulda, Hanau und Marburg (Lahn) betreffende Fragen vom 12. März 1974 GVBl. I S. 149; GVBl. II Nr. 330-26 | Am Stichtag wurde die bisher kreisfreie Stadt Hanau in den neuen Landkreis eingegliedert. Sie wurde um die Stadt Steinheim/Main und die Gemeinde Klein-Auheim aus dem Landkreis Offenbach vergrößert.                                                                                            |
| Hanau             | Hanau                    | HU         | Main-Kinzig-Kreis     | Hanau           | HU                    | 01.07.1974             | Gesetz zur Neugliederung der Landkreise Gelnhausen, Hanau und Schlüchtern und der Stadt Hanau sowie die Rückkreisung der Städte Fulda, Hanau und Marburg (Lahn) betreffende Fragen vom 12. März 1974 GVBl. I S. 149; GVBl. II Nr. 330-26 | Am Stichtag wurde die bisher kreisfreie Stadt Hanau in den neuen Landkreis eingegliedert. Sie wurde um die Stadt Steinheim/Main und die Gemeinde Klein-Auheim aus dem Landkreis Offenbach vergrößert.                                                                                            |
| Schlüchtern       | Schlüchtern              | SLÜ        | Main-Kinzig-Kreis     | Hanau           | HU                    | 01.07.1974             | Gesetz zur Neugliederung der Landkreise Gelnhausen, Hanau und Schlüchtern und der Stadt Hanau sowie die Rückkreisung der Städte Fulda, Hanau und Marburg (Lahn) betreffende Fragen vom 12. März 1974 GVBl. I S. 149; GVBl. II Nr. 330-26 | Am Stichtag wurde die bisher kreisfreie Stadt Hanau in den neuen Landkreis eingegliedert. Sie wurde um die Stadt Steinheim/Main und die Gemeinde Klein-Auheim aus dem Landkreis Offenbach vergrößert.                                                                                            |
| Biedenkopf        | Biedenkopf               | BID        | Marburg-Biedenkopf    | Marburg         | MR                    | 01.07.1974             | Gesetz zur Neugliederung der Landkreise Biedenkopf und Marburg und der Stadt Marburg (Lahn) vom 12. März 1974 GVBl. I S. 154; GVBl. II Nr. 330-27                                                                                        | Am Stichtag wurde die bisher kreisfreie Stadt Marburg in den neuen Landkreis eingegliedert. |
| Marburg           | Marburg (Lahn)           | MR         | Marburg-Biedenkopf    | Marburg         | MR                    | 01.07.1974             | Gesetz zur Neugliederung der Landkreise Biedenkopf und Marburg und der Stadt Marburg (Lahn) vom 12. März 1974 GVBl. I S. 154; GVBl. II Nr. 330-27                                                                                        | Am Stichtag wurde die bisher kreisfreie Stadt Marburg in den neuen Landkreis eingegliedert. |
| Dillkreis         | Dillenburg               | DIL        | Lahn-Dill-Kreis       | Lahn            | L                     | 01.01.1977             | Gesetz zur Neugliederung des Dillkreises, der Landkreise Gießen und Wetzlar und der Stadt Gießen vom 13. Mai 1974 GVBl. I S. 237; GVBl. II Nr. 330-28                                                                                    | Die kreisfreie Stadt Gießen wurde mit demselben Gesetz mit der kreisangehörigen Stadt Wetzlar und 14 weiteren Gemeinden zur kreisfreien Stadt Lahn zusammengeschlossen. |
| Gießen            | Gießen                   | GI         | Lahn-Dill-Kreis       | Lahn            | L                     | 01.01.1977             | Gesetz zur Neugliederung des Dillkreises, der Landkreise Gießen und Wetzlar und der Stadt Gießen vom 13. Mai 1974 GVBl. I S. 237; GVBl. II Nr. 330-28                                                                                    | Die kreisfreie Stadt Gießen wurde mit demselben Gesetz mit der kreisangehörigen Stadt Wetzlar und 14 weiteren Gemeinden zur kreisfreien Stadt Lahn zusammengeschlossen. |
| Wetzlar           | Wetzlar                  | WZ         | Lahn-Dill-Kreis       | Lahn            | L                     | 01.01.1977             | Gesetz zur Neugliederung des Dillkreises, der Landkreise Gießen und Wetzlar und der Stadt Gießen vom 13. Mai 1974 GVBl. I S. 237; GVBl. II Nr. 330-28                                                                                    | Die kreisfreie Stadt Gießen wurde mit demselben Gesetz mit der kreisangehörigen Stadt Wetzlar und 14 weiteren Gemeinden zur kreisfreien Stadt Lahn zusammengeschlossen. |
| Rheingaukreis     | Rüdesheim am Rhein       | RÜD        | Rheingau-Taunus-Kreis | Bad Schwalbach  | RÜD, SWA; ab 1980 RÜD | 01.01.1977             | Gesetz zur Neugliederung des Rheingaukreises und des Untertaunuskreises vom 26. Juni 1974 GVBl. I S. 312; GVBl. II Nr. 330-31 | |
| Untertaunuskreis  | Bad Schwalbach           | SWA        | Rheingau-Taunus-Kreis | Bad Schwalbach  | RÜD, SWA; ab 1980 RÜD | 01.01.1977             | Gesetz zur Neugliederung des Rheingaukreises und des Untertaunuskreises vom 26. Juni 1974 GVBl. I S. 312; GVBl. II Nr. 330-31 | |
| Darmstadt         | Darmstadt                | DA         | Darmstadt-Dieburg     | Darmstadt       | DA                    | 01.01.1977             | Gesetz zur Neugliederung der Landkreise Darmstadt und Dieburg und der Stadt Darmstadt vom 26. Juni 1974 GVBl. I S. 318; GVBl. II Nr. 330-34                                                                                              | Die Gemeinden Nieder-Roden, Ober-Roden und Urberach aus dem Landkreis Dieburg wurden als Teil der neu gegründeten Städte Rodgau und Rödermark dem Landkreis Offenbach zugeschlagen. |
| Dieburg           | Dieburg                  | DI         | Darmstadt-Dieburg     | Darmstadt       | DA                    | 01.01.1977             | Gesetz zur Neugliederung der Landkreise Darmstadt und Dieburg und der Stadt Darmstadt vom 26. Juni 1974 GVBl. I S. 318; GVBl. II Nr. 330-34                                                                                              | Die Gemeinden Nieder-Roden, Ober-Roden und Urberach aus dem Landkreis Dieburg wurden als Teil der neu gegründeten Städte Rodgau und Rödermark dem Landkreis Offenbach zugeschlagen. |
| Lahn-Dill-Kreis   | Lahn                     | L          | Gießen                | Gießen          | GI                    | 01.08.1979             | Gesetz zur Neugliederung des Lahn-Dill-Gebiets vom 10. Juli 1979 GVBl I 1979, S. 179 | Die Stadt Lahn wurde aufgelöst. Ihr Gebiet wurde auf fünf Gemeinden aufgeteilt. Gießen, Heuchelheim und Wettenberg kamen dabei zum wiedererrichteten Landkreis Gießen. Lahnau und Wetzlar wurden dem Lahn-Dill-Kreis zugesprochen. Dieser verlor insgesamt 15 Gemeinden an den Landkreis Gießen. |
| Lahn-Dill-Kreis   | Lahn                     | L          | Lahn-Dill-Kreis       | Wetzlar         | L; ab 11/1990 LDK     | 01.08.1979             | Gesetz zur Neugliederung des Lahn-Dill-Gebiets vom 10. Juli 1979 GVBl I 1979, S. 179 | Die Stadt Lahn wurde aufgelöst. Ihr Gebiet wurde auf fünf Gemeinden aufgeteilt. Gießen, Heuchelheim und Wettenberg kamen dabei zum wiedererrichteten Landkreis Gießen. Lahnau und Wetzlar wurden dem Lahn-Dill-Kreis zugesprochen. Dieser verlor insgesamt 15 Gemeinden an den Landkreis Gießen. |

## Gebietsreform auf Gemeindeebene
Die Gebietsreform hat auf Gemeindeebene für fast alle Städte und Gemeinden Organisationsänderungen in Form von Zusammenschlüssen oder Eingliederungen benachbarter Gemeinden gebracht. Nur 31 von den ursprünglich über 2.600 Kommunen, die es in Hessen nach dem Zweiten Weltkrieg und vor der Gebietsreform gab, bestehen nach wie vor aus einer einzigen Ortschaft und einer einzigen Gemarkung, so wie sie historisch gewachsen sind. Es handelt sich um folgende Städte und Gemeinden (geordnet von Süd nach Nord), wobei das erst 1937 aus zwei Ortschaften zusammengeschlossene Einhausen nicht als historisch gewachsene Gemeinde anzusehen ist:
- Odenwaldkreis: Fränkisch-Crumbach
- Landkreis Bergstraße: Einhausen, Groß-Rohrheim, Lorsch, Viernheim
- Landkreis Groß-Gerau: Biebesheim am Rhein, Bischofsheim, Kelsterbach, Nauheim, Raunheim, Stockstadt am Rhein
- Landkreis Darmstadt-Dieburg: Bickenbach, Dieburg, Eppertshausen, Erzhausen, Griesheim, Messel
- Landkreis Offenbach: Dietzenbach, Egelsbach, Langen
- Main-Taunus-Kreis: Kriftel, Schwalbach am Taunus, Sulzbach (Taunus)
- Rheingau-Taunus-Kreis: Kiedrich
- Main-Kinzig-Kreis: Bad Orb, Großkrotzenburg, Langenselbold, Niederdorfelden
- Hochtaunuskreis: Steinbach (Taunus)
- Landkreis Fulda: Bad Salzschlirf
- Landkreis Kassel: Nieste

### Namensschöpfungen
Beim Zusammenschluss von Gemeinden war die Bestimmung eines gemeinsamen Gemeindenamens oft eine große Herausforderung. Bekanntes Beispiel ist die 1977–1979 existierende Stadt Lahn. Nicht immer war eine der zu verschmelzenden Gemeinden von so überragender Bedeutung, dass deren Name von allen zu beteiligenden Gremien als Name der neuen Großkommune akzeptiert worden wäre. In einem Fall stellte sich ein ursprünglich vorgesehener gemeinsamer Name als so unbeliebt heraus, dass er gleich wieder geändert wurde (aus Waldfelden wurde bald darauf Mörfelden-Walldorf). Manchmal reichte es, Namensteile wie Ober- oder Unter-, Groß- oder Klein- wegzulassen. Oftmals griff man auf den Namensfundus zurück, den die geographische Lage und die Regionalgeschichte zu bieten hatte. Auch Kunstworte entstanden aus Namensteilen der beteiligten Gemeinden. Nur in fünf Fällen griff man zu Doppelnamen mit Bindestrich. So entstanden im Rahmen der Gebietsreform 129 Namensschöpfungen, die nachfolgend, geordnet nach Landkreisen von Süd nach Nord, zusammengestellt werden. Nicht besonders aufgezählt werden dabei geringfügige Änderungen, wie etwa Getrennt- und Zusammenschreibung (aus Gras-Ellenbach wurde Grasellenbach) oder die Beifügung von Unterscheidungsmerkmalen (aus Hattersheim wurde Hattersheim am Main).
- Odenwaldkreis: Breuberg, Brombachtal, Hesseneck, Lützelbach, Mossautal, Sensbachtal
- Landkreis Bergstraße: Abtsteinach, Gorxheimertal, Lautertal (Odenwald)
- Landkreis Groß-Gerau: Mörfelden-Walldorf, Riedstadt
- Landkreis Darmstadt-Dieburg: Alsbach-Hähnlein, Fischbachtal, Modautal, Mühltal, Otzberg, Seeheim-Jugenheim
- Landkreis Offenbach: Dreieich, Hainburg, Mainhausen, Rödermark, Rodgau
- Main-Taunus-Kreis: Liederbach am Taunus
- Rheingau-Taunus-Kreis: Aarbergen, Heidenrod, Hünstetten, Oestrich-Winkel, Taunusstein, Waldems, Walluf
- Main-Kinzig-Kreis: Bad Soden-Salmünster, Biebergemünd, Brachttal, Erlensee, Flörsbachtal, Freigericht, Gründau, Jossgrund, Linsengericht, Maintal, Nidderau, Ronneburg, Schöneck, Sinntal
- Wetteraukreis: Florstadt, Karben, Limeshain, Niddatal, Rosbach vor der Höhe, Wöllstadt
- Hochtaunuskreis: Neu-Anspach, Weilrod
- Landkreis Limburg-Weilburg: Beselich, Brechen, Dornburg, Hünfelden, Selters (Taunus), Waldbrunn (Westerwald)
- Lahn-Dill-Kreis: Dietzhölztal, Eschenburg, Hohenahr, Hüttenberg, Lahnau, Mittenaar, Schöffengrund, Solms, Siegbach, Waldsolms
- Landkreis Gießen: Biebertal, Buseck, Fernwald, Linden (Hessen), Pohlheim, Rabenau (Hessen), Wettenberg
- Vogelsbergkreis: Antrifttal, Feldatal, Lautertal (Vogelsberg), Mücke, Schwalmtal (Hessen), Wartenberg (Hessen)
- Landkreis Marburg-Biedenkopf: Angelburg, Dautphetal, Ebsdorfergrund, Lahntal, Steffenberg, Weimar (Lahn), Wohratal
- Landkreis Fulda: Ebersburg, Ehrenberg (Rhön), Kalbach, Nüsttal
- Landkreis Hersfeld-Rotenburg: Alheim, Hauneck, Haunetal, Hohenroda, Ludwigsau, Neuenstein (Hessen), Wildeck
- Schwalm-Eder-Kreis: Edermünde, Knüllwald, Neuental, Schwalmstadt
- Werra-Meißner-Kreis: Berkatal, Meinhard, Meißner, Neu-Eichenberg, Ringgau, Wehretal
- Landkreis Waldeck-Frankenberg: Burgwald, Diemelsee, Diemelstadt, Edertal, Twistetal
- Landkreis Kassel: Ahnatal, Bad Emstal, Baunatal, Espenau, Fuldabrück, Fuldatal, Habichtswald, Kaufungen, Lohfelden, Niestetal, Oberweser, Reinhardshagen, Schauenburg, Söhrewald, Wahlsburg